# 艾訥河
艾訥河（法語：Haine，亦作，法語發音：[ɛn] ⓘ）是歐洲的河流，流經比利時南部和法國北部，屬於斯海爾德河的右支流，河道全長72公里，河畔城鎮有拉卢维耶尔、蒙斯和圣吉兰。